# Бельченко, Виктор Алексеевич
Бе́льченко Ви́ктор Алексе́евич (род. 26 марта 1961 года) — российский черепно-челюстно-лицевой хирург, специалист в области черепно-лицевой хирургии, главный внештатный специалист по челюстно-лицевой хирургии Департамента здравоохранения города Москвы (2013).
Главный врач Челюстно-лицевого госпиталя для ветеранов войн ДЗМ, д.м.н., профессор.
В 1983 году окончил стоматологический факультет Московского медицинского стоматологического института им. Н. А. Семашко.
С 1983 по 1988 год обучался в клинической ординатуре, а затем в аспирантуре по специальности «Хирургическая стоматология» в Центральном НИИ стоматологии и челюстно-лицевой хирургии.
В 1988 году защитил кандидатскую диссертацию на тему: «Клиника, диагностика и лечение больных с посттравматическими деформациями носоглазничной области с повреждением слезо-отводящих путей».
В 1989 году проходил стажировку по черепно-лицевой хирургии в Международном институте черепно-лицевой хирургии (Даллас, США) под руководством профессоров Кеннета Сельера и Яна Манро.
В 1990 году исполнял обязанности заместителя директора по лечебной работе в Центральном НИИ стоматологии и челюстно-лицевой хирургии.
В 1996 году защитил докторскую диссертацию на тему: «Реконструкция верхней и средней зон лица у больных с посттравматическими дефектами и деформациями лицевого скелета с использованием аутотрансплантатов мембранозного происхождения и металлоконструкций из титана».
С 1996 по 1998 год руководил первым и на тот момент единственным в стране отделением черепно-лицевой хирургии, развернутым на базе стационара в Центральном НИИ стоматологии и челюстно-лицевой хирургии.
С 1998 по 2010 год работал в должности заместителя директора по научной работе Научно-практического центра специализированной медицинской помощи детям имени В.Ф. Войно-Ясенецкого.
С 2001 года профессор, с 2010 по 2020 годы заведующий кафедрой челюстно-лицевой хирургии и стоматологии стоматологического факультета РНИМУ им. Н. И. Пирогова Минздрава России.
Профессор В.А. Бельченко один из основателей черепно-лицевой хирургии в России, автор 20 изобретений, автор и соавтор более 300 научных работ, в области черепно-челюстно-лицевой хирургии, среди которых две монографии: "Черепно-лицевая хирургия. Руководство для врачей" (2006 год) и "Черепно-лицевая хирургия в формате 3D. Атлас" (2010 год); учебники: "Неонатальная хирургия" (2006 год), "Челюстно-лицевая хирургия" (2018 год) и Челюстно-лицевая хирургия: национальное руководство" (2019 год).
Член профильной комиссии Министерства здравоохранения Российской Федерации по специальности «Челюстно-лицевая хирургия». Член Правления Общероссийской общественной организации «Общество специалистов в области челюстно-лицевой хирургии». Среди учеников профессора В.А. Бельченко 2 доктора и 12 кандидатов медицинских наук.
В феврале 2013 года назначен главным внештатным специалистом по челюстно-лицевой хирургии Департамента здравоохранения города Москвы.
С апреля 2014 года возглавляет Челюстно-лицевой госпиталь для ветеранов войн.
С 2017 по 2022 гг. — депутат Совета депутатов муниципального округа Даниловский. Член партии «Единая Россия».
За большой вклад в борьбу с коронавирусной инфекцией (COVID-19), самоотверженность и профессионализм, проявленные при исполнении профессионального долга Указом Президента России № 407 от 21 июня 2020 года награждён орденом Пирогова.
В 2021 году:
Приказом Председателя Следственного комитета Российской Федерации Бастрыкина Александра Ивановича Виктор Алексеевич Бельченко награждён медалью "За содействие".
За добросовестное исполнение служебных обязанностей и высокий профессионализм, выполнение заданий особой важности и сложности, а также за содействие Следственному комитету Главный врач Бельченко Виктор Алексеевич Приказом Председателя Следственного комитета России Бастрыкина Александр Ивановича награждён памятной медалью к 75-летию Победы в Великой Отечественной войне.
В 2023 году:
Приказом Председателя Следственного комитета Российской Федерации Бастрыкина Александра Ивановича Виктор Алексеевич Бельченко награждён памятной медалью "10 лет Следственному комитету Российской Федерации".
В 2024 году:
Приказом министра здравоохранения Российской Федерации М.А. Мурашко за высокий профессионализм при оказании медицинской помощи военнослужащим В.А. Бельченко награжден нагрудным знаком
"Отличник здравоохранения".